# Рохлиц
Рохлиц (њем. Rochlitz) град је у њемачкој савезној држави Саксонија. Једно је од 61 општинског средишта округа Средња Саксонија. Према процјени из 2010. у граду је живјело 6.351 становника. Посједује регионалну шифру (AGS) 14522490.

## Географски и демографски подаци
Рохлиц се налази у савезној држави Саксонија у округу Средња Саксонија. Град се налази на надморској висини од 163 метра. Површина општине износи 23,8 km². У самом граду је, према процјени из 2010. године, живјело 6.351 становника. Просјечна густина становништва износи 267 становника/km².